# Comté de Manatee
Le comté de Manatee (Manatee County) est un comté situé dans l'État de Floride, aux États-Unis. Sa population était estimée en 2020 à 399 710 habitants. Son siège est Bradenton. Le comté a été fondé en 1855 et doit son nom au mot anglais pour désigner le lamantin (Manatee).

## Géographie
Les caractéristiques du comté de Manatee comprennent l’accès à la partie sud de la baie de Tampa, au pont Sunshine Skywayet à la rivière Manatee. Le comté de Manatee se classe au 15e rang des comtés de Floride en population

### Géolocalisation

Localisation des villes dans le comté.

|  | Comté de Hillsborough | Comté de Polk   |
|  | Comté de Manatee      | Comté de Hardee |
|  | Comté de Sarasota     | Comté de DeSoto |

## Principales villes
1. Anna Maria
2. Bradenton
3. Bradenton Beach
4. Holmes Beach
5. Longboat Key
6. Palmetto

## Démographie
| Groupe                           | Comté de Manatee | Floride | États-Unis |
| -------------------------------- | ---------------- | ------- | ---------- |
| Blancs                           | 81,2             | 75,0    | 72,4       |
| Afro-Américains                  | 8,7              | 16,0    | 12,6       |
| Autres                           | 5,4              | 3,7     | 6,4        |
| Métis                            | 2,0              | 2,5     | 2,9        |
| Asiatiques                       | 1,6              | 2,4     | 4,8        |
| Amérindiens                      | 0,3              | 0,4     | 0,9        |
| Total                            | 100              | 100     | 100        |
|                                  |                  |         |            |
| Hispaniques et Latino-Américains | 14,9             | 22,5    | 16,7       |

| 1860 | 1870  | 1880  | 1890  | 1900  | 1910  |
| ---- | ----- | ----- | ----- | ----- | ----- |
| 854  | 1 931 | 3 544 | 2 895 | 4 663 | 9 550 |

| 1920   | 1930   | 1940   | 1950   | 1960   | 1970   |
| ------ | ------ | ------ | ------ | ------ | ------ |
| 18 712 | 22 502 | 26 098 | 34 704 | 69 168 | 97 115 |

| 1980    | 1990    | 2000    | 2010    | - | - |
| ------- | ------- | ------- | ------- | - | - |
| 148 442 | 211 707 | 264 002 | 322 833 | - | - |